# Fernando María Bargalló
Fernando María Bargalló (Buenos Aires, 18 de diciembre de 1954) fue el primer obispo de la Diócesis de Merlo-Moreno. Allí ejerció su cargo desde mayo del año 1997 y fue obligado a renunciar en junio de 2012, por un escándalo amoroso.

## Vida y obra
Fernando Bargalló nació en Buenos Aires y fue ordenado sacerdote el 15 de agosto de 1978, fue nombrado por Juan Pablo II obispo titular de Irina y auxiliar de Morón el 27 de abril de 1994. Elegido primer obispo de Merlo-Moreno, fue designado el 13 de mayo de 1997 y tomó posesión de la dirección de la diócesis el 28 de junio de 1997. Su período finalizó de manera escandalosa, al publicarse en diversos medios de comunicación nacionales su relación amorosa con una mujer y su exhibicionismo en las playas de México.
Bargalló ha sido calificado como uno de los obispos jóvenes comprometidos con los sectores más excluidos y uno de los obispos que más acompañó las acciones y tareas de las organizaciones católicas identificadas con la "opción por los pobres". Sin embargo, este tema se puso en discusión cuando se conocieron las vacaciones que tomaba en paradisíacas playas de México, alojándose en hoteles 5 estrellas, con valores que superaban los 500 dólares la noche. Al revelarse estas noticias se abrieron serios juicios acerca de la violación de sus votos de pobreza.
En noviembre de 2005 Bargalló fue elegido presidente de Caritas Argentina (sucediendo a monseñor Jorge Casaretto), cargo que ocupó hasta noviembre de 2011. En marzo de 2007 fue elegido por la Asamblea del Secretariado Latinoamericano y Caribeño de Caritas, presidente de Caritas para la Región América Latina y El Caribe, sucediendo en el cargo a monseñor Gregorio Rosa Chávez, obispo auxiliar de San Salvador. En noviembre de 2010, Bargalló fue reelecto como presidente de Cáritas en América Latina por un nuevo período de cuatro años (2011-2015).
Bargalló comparte la posición crítica de la Iglesia argentina en relación con el gobierno del matrimonio Kirchner:

Se percibe una sensación fuerte de descontento y de desánimo a causa de varios males que nos aquejan como sociedad. Situaciones difíciles de divisiones y enemistad, de crítica amarga, de aislamiento y encierros que amenazan no sólo el estado de ánimo sino también la misma convivencia social(...) Sigue habiendo un número escandaloso de pobres en la Argentina. Tierra soñada para muchos, sin embargo, con muchas dificultades para llegar a la vida digna de tantos otros.

Durante el Conflicto del Campo de 2008, el obispo Bargalló replicó los dichos de la presidenta Cristina Fernández que acusó a los productores agropecuarios de "avaros" diciendo: "sean más solidarios porque la avaricia es el peor de los pecados que condena Dios".
Consultado por la prensa, el obispo Bargalló declaró la avaricia es un pecado grave, peor que la soberbia:

... es más grave, el más grave, el primer pecado capital porque es el que más nos encierra en nosotros mismos y nos aleja de Dios y del prójimo.

## Conflicto con Othacehé
En los últimos años, el obispo Bargalló se ha visto envuelto en un enfrentamiento personal con el intendente del Partido de Merlo, Raúl Othacehé. El enfrentamiento tuvo origen cuando el obispo salió en defensa de un grupo de sacerdotes de su diócesis que trabajan en Merlo y que fueron objeto de persecuciones por parte del intendente Othacehé y sus seguidores. Los sacerdotes tiene en común su simpatía para con el Movimiento de Sacerdotes para el Tercer Mundo, y de una u otra manera se vieron involucrados con sectores opositores al intendente de Merlo o apoyando reclamos sociales (trabajadores despedidos, etc). Entre los curas que fueron objeto de persecución se mencionan a Raúl Vila, Miguel Velo, Juan Carlos Martínez y Luis Guzmán Domínguez.
Esta situación llevó al entonces Obispo a organizar un movimiento desde la iglesia que congregaba a las distintas fuerzas políticas y piqueteras de la oposición, en reuniones donde el activismo político y los debates sociales se extendían hasta altas horas de la noche. Estas reuniones provocaron el repudio de un sector de los fieles de la zona oeste, que comenzaron a realizar distintas publicaciones para pedir su destitución.

## Controversia y renuncia
El 19 de junio de 2012 trascendieron fotografías del Monseñor Fernando Bargalló  bañándose en la playa de Puerto Vallarta (México) y abrazando  a una mujer en actitud muy cariñosa. Cuando se lo confrontó con las fotografías tomadas por un reportero del canal América 24, alegó que desconocía el hecho y las fotografías. Días después,en declaraciones a la televisión argentina, el 20 de junio de 2012, el obispo Bargallo admitió la veracidad de las fotos, agregando que son amigos desde la  infancia
Se especuló con que las fotos fueron filtradas por allegados al intendente de Merlo, Raúl Othacehé,como venganza; también se dijo que fue producto del enfrentamiento a nivel nacional con la presidenta Cristina Fernández de Kirchner, luego de las declaraciones donde se acusaban distintos pecados como la soberbia y la avaricia. Las especulaciones también apuntaron a la misma curia como responsable de este escrache, ya que el obispo, que gozaba de prestigio, figuraba entre los favoritos para reemplazar al cardenal Jorge Bergoglio como Arzobispo de Buenos Aires
El 22 de junio, finalmente, el obispo Bargalló reconoció su relación sentimental con la mujer, justificando todas las fotografías tomadas y presentó su renuncia. Además, la mujer con quien fue fotografiado, había sido casada por el mismo Bargalló años atrás. El cura bautizó a sus hijos y es padrino de uno de ellos.
El desnombre público, producto de su historia oculta develada confrontó su labor con el buen nombre de la Iglesia. La renuncia fue aceptada por el papa Benedicto XVI y como Administrador Apostólico de la diócesis fue designado monseñor Jorge Casaretto.
Como presidente del Secretariado Latinoamericano y Caribeño de Caritas, monseñor Bargalló fue sucedido por monseñor José Luis Azuaje Ayala para el período 2012-2015.

## Actualidad
Luego de un año de reflexión, Bargalló decidió continuar con su ministerio sacerdotal, y desde 2014 es párroco de una iglesia en la ciudad de Plottier, diócesis de Neuquén. Dentro de la Iglesia Argentina es reconocido como obispo emérito.

| Predecesor: Título de nueva creación | Obispo de Merlo Moreno 1998 - 2012 | Sucesor: Alcides Jorge Pedro Casaretto |